# Gustav van Treeck Werkstätten für Mosaik und Glasmalerei
Die Gustav van Treeck Werkstätten für Mosaik und Glasmalerei GmbH ist mit einer der ältesten Glasmalerfamilien der Neuzeit verbunden: Um 1840 begründete Peter Mathias van Treeck in Krefeld-Hüls/NRW die Tradition. Ein von ihm 1845 gemaltes und signiertes Ornamentfenster ist das älteste Zeugnis seiner Tätigkeit als Glasmaler. 1887 gründete sein Sohn Gustav van Treeck sen. (1854–1930) den heute in München bestehenden Betrieb. Aus diesem Jahr stammen einige der vielen Glasfenster, die er für seine Heimatkirche St. Cyriakus in Hüls fertigte.
Als frühe Kommissionen sind in seinem ersten Auftragsbuch für 1887 auch ein Bibliotheksfenster für St. Petersburg/Russland und eine Wappenscheibe für Basel/Schweiz aufgeführt, 1890 folgte eine Arbeit für St. Laurentius in Philadelphia/USA, eine weitere für Budapest/Ungarn, d. h., von Anfang an wurde international gearbeitet. 1897 lieferte die Firma Fenster mit Porträts dreier Bürgermeister für das Amtszimmer des Bürgermeisters im „Neuen Rathaus“ von Hamburg, die nach Kriegszerstörung anhand von Fotos rekonstruiert wurden.
1903 erfolgte die Ernennung zur „Bayerischen Hofglasmalerei“. Die drei Söhne Gustavs, Carl (1881–1958), Gustav jr. (1884–1967) und Konrad sen. (1890–1980) übernahmen ab 1925 die Leitung der Werkstätten, die beiden ersteren als akademische Maler und Zeichner, Konrad als Kaufmann.
Zwischen 1910 und 1913 begann die Firma zusätzlich mit der Ausführung von Mosaiken. Zu den ersten erhaltenen gehören die Altarmosaiken und die Pfeilerfiguren von St. Joseph in Ludwigshafen-Rheingönheim, später stattete van Treeck viele der vom Volksbund Deutsche Kriegsgräberfürsorge betreuten Soldatenfriedhöfe in Europa mit Mosaiken aus. Ein Großauftrag kam 1938 für den Erweiterungsbau der Berliner Reichsbank (Haus am Werderschen Markt): auf 750 m² Fläche waren Berufsbilder und Landschaften darzustellen.
Als dritte Generation im Münchner Hause van Treeck führten die beiden Söhne von Konrad sen. das Geschäft weiter: ab 1961 Konrad van Treeck (Kunstglasermeister), einige Jahre später Peter van Treeck (Kunsthistoriker). In den 1970er Jahren richtete die Werkstätte eine zusätzliche Abteilung für die Konservierung und Restaurierung historischer Glasmalereien ein – auf wissenschaftlicher statt rein handwerklicher Basis. Zu den konservierten mittelalterlichen Scheiben gehören solche des Regensburger Doms, der Pfarrkirche von Landsberg/Lech, der Sebalduskirche in Nürnberg oder die Bestände der Insel Gotland/Schweden.
Betonglasfenster wurden seit ca. 1953 gefertigt, u. a. mit Franz Nagel, früh folgten Fenster in Siebdruck, Klebetechnik, Floatglasmalerei, Fusing, Senk- und Schmelzverfahren sowie Airbrushmalerei und Glasobjekte in Stapelglas und Schichttechnik – die ganze Palette neuer Gestaltungen.
2015 übernahmen Raphaela Knein und Katja Zukic die Geschäftsführung der Werkstätten. Im selben Jahr entstanden unter dem Namen „edition van Treeck“ erstmals Designobjekte aus Glas. 2021 kam die Marke „ArtaGlass“ hinzu. Seit 2024 kommuniziert das Unternehmen Leistungen und Produktangebot unter dem Namen „VAN TREECK“.
Als Pixelmosaik wurde eine im Krieg zerstörte plastische Ölberggruppe für den Melatenfriedhof in Köln neu geschaffen, und mit Christoph Brech entstanden die Mosaiken für die Urnengrabanlage „Mosaikgärten“ im Münchner Westfriedhof. Neben Neuanfertigungen kamen zunehmend auch Mosaikrestaurierungen hinzu, z. B. Böden im Neuen Museum/Berlin oder die Fassade nach Entwurf von Josef Renau am Erfurter Moskauerplatz.

Zu herausragenden Arbeiten der letzten Jahre gehören Arbeiten für José Rincón Mora für die Kathedrale von Santo Domingo/Dom.Rep., für Fritz Baumgartner in der Salvatorkirche von Berlin-Schmargendorf, die Fenster der Heilig-Kreuz-Kirche in München-Giesing von Christoph Brech und Arbeiten für Brian Clarke, Jerry Zeniuk, Thierry Boissel, Josef Alexander Henselmann und viele andere Künstler, sodann die von Gerhard Richter gestalteten Chorfenster in der Abteikirche Tholey im Saarland 2020 und die im Langhaus nach Entwürfen von Mahbuba Maqsoodi.

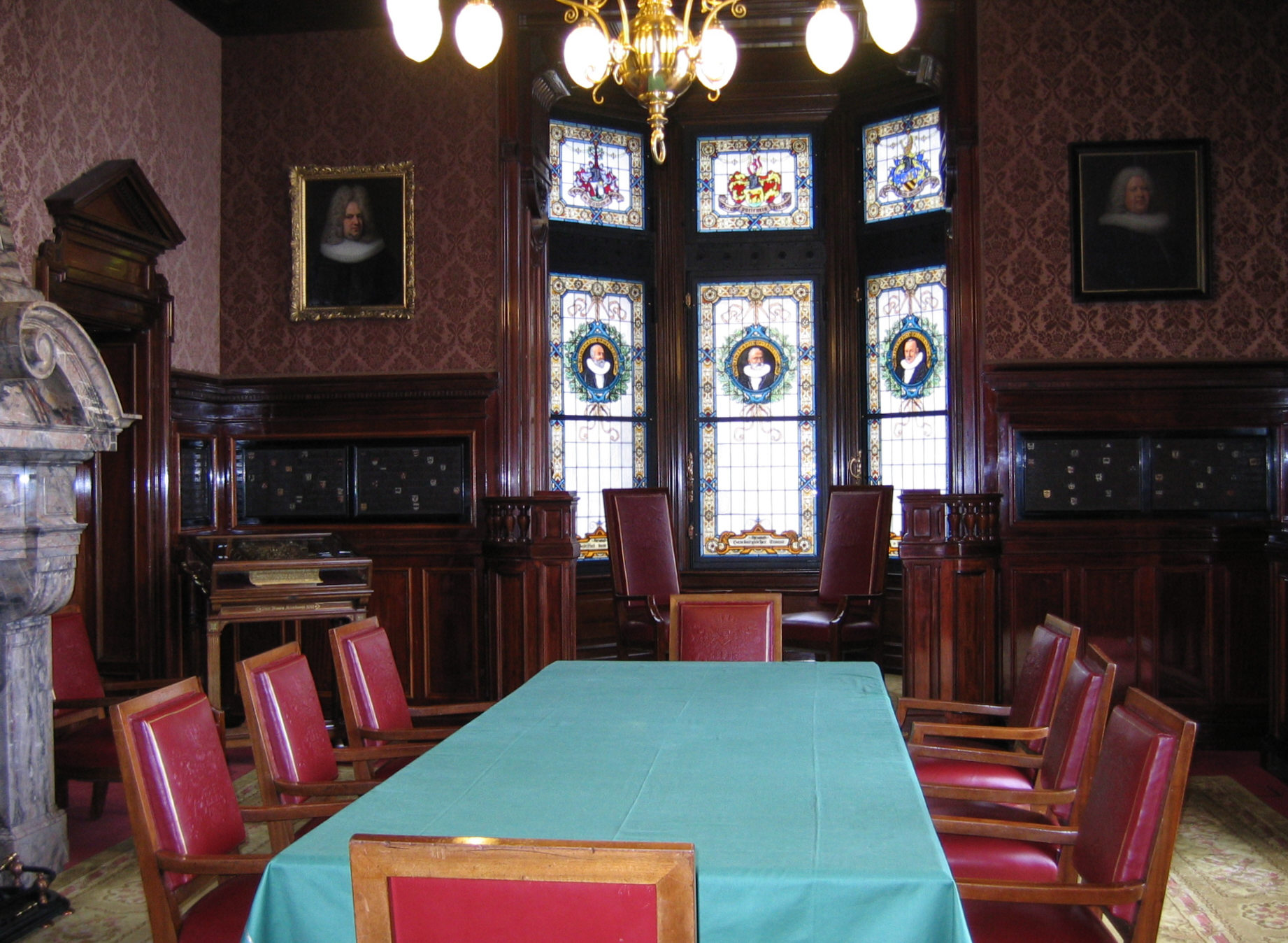
Rathaus Hamburg: Bürgermeisteramtszimmer mit Goldenem Buch der Stadt